# FA Cup 1899/1900
Der FA Cup 1899/1900 war die 29. Austragung des The Football Association Challenge Cup (meist als FA Cup bekannt).
Der Pokalwettbewerb startete mit der Qualifikation zwischen dem 16. September 1899 und dem 14. Dezember 1899 sowie anschließend mit der ersten Hauptrunde ab dem 27. Januar 1900. Sie endete mit dem Finalspiel im Crystal Palace in London am 21. April 1900 vor einer Kulisse von offiziell 68.945 Zuschauern. Sieger des Wettbewerbs wurde zum ersten Mal der FC Bury. Unterlegener Finalist war der FC Southampton.

## Wettbewerb

### Erste Hauptrunde
| Datum           |                     | Ergebnis |                         |
| --------------- | ------------------- | -------- | ----------------------- |
| 27. Januar 1900 | Bristol City        | 2:1      | Stalybridge Rovers      |
| 27. Januar 1900 | FC Burnley          | 0:1      | FC Bury                 |
| 27. Januar 1900 | Derby County        | 2:2      | AFC Sunderland          |
| 27. Januar 1900 | FC Jarrow           | 0:2      | Millwall Athletic       |
| 27. Januar 1900 | Manchester City     | 1:1      | Aston Villa             |
| 27. Januar 1900 | Newcastle United    | 2:1      | FC Reading              |
| 27. Januar 1900 | Nottingham Forest   | 3:0      | Grimsby Town            |
| 27. Januar 1900 | Notts County        | 6:0      | FC Chorley              |
| 27. Januar 1900 | FC Portsmouth       | 0:0      | Blackburn Rovers        |
| 27. Januar 1900 | Preston North End   | 1:0      | Tottenham Hotspur       |
| 27. Januar 1900 | Queens Park Rangers | 1:1      | Wolverhampton Wanderers |
| 27. Januar 1900 | Sheffield United    | 1:0      | Leicester Fosse         |
| 27. Januar 1900 | The Wednesday       | 1:0      | Bolton Wanderers        |
| 27. Januar 1900 | FC Southampton      | 3:0      | FC Everton              |
| 27. Januar 1900 | FC Stoke            | 0:0      | Liverpool               |
| 27. Januar 1900 | FC Walsall          | 1:1      | West Bromwich Albion    |

#### Wiederholungsspiele
| Datum           |                         | Ergebnis |                     |
| --------------- | ----------------------- | -------- | ------------------- |
| 31. Januar 1900 | Aston Villa             | 3:0      | Manchester City     |
| 31. Januar 1900 | AFC Sunderland          | 3:0      | Derby County        |
| 31. Januar 1900 | Wolverhampton Wanderers | 0:1      | Queens Park Rangers |
| 1. Februar 1900 | Blackburn Rovers        | 1:1      | FC Portsmouth       |
| 1. Februar 1900 | Liverpool               | 1:0      | FC Stoke            |
| 1. Februar 1900 | West Bromwich Albion    | 6:1      | FC Walsall          |
| 5. Februar 1900 | Blackburn Rovers        | 5:0      | FC Portsmouth       |

### Zweite Hauptrunde
| Datum            |                     | Ergebnis |                      |
| ---------------- | ------------------- | -------- | -------------------- |
| 10. Februar 1900 | Aston Villa         | 5:1      | Bristol City         |
| 10. Februar 1900 | Nottingham Forest   | 3:0      | AFC Sunderland       |
| 10. Februar 1900 | Notts County        | 0:0      | FC Bury              |
| 17. Februar 1900 | FC Liverpool        | 1:1      | West Bromwich Albion |
| 17. Februar 1900 | Preston North End   | 1:0      | Blackburn Rovers     |
| 17. Februar 1900 | Queens Park Rangers | 0:2      | Millwall Athletic    |
| 17. Februar 1900 | Sheffield United    | 1:1      | Sheffield Wednesday  |
| 17. Februar 1900 | FC Southampton      | 4:1      | Newcastle United     |

#### Wiederholungsspiele
| Datum            |                      | Ergebnis |                  |
| ---------------- | -------------------- | -------- | ---------------- |
| 14. Februar 1900 | FC Bury              | 2:0      | Notts County     |
| 19. Februar 1900 | The Wednesday        | 0:2      | Sheffield United |
| 21. Februar 1900 | West Bromwich Albion | 2:1      | FC Liverpool     |

### Dritte Hauptrunde
| Datum            |                   | Ergebnis |                      |
| ---------------- | ----------------- | -------- | -------------------- |
| 24. Februar 1900 | Millwall Athletic | 1:1      | Aston Villa          |
| 24. Februar 1900 | Preston North End | 0:0      | Nottingham Forest    |
| 24. Februar 1900 | Sheffield United  | 2:2      | FC Bury              |
| 24. Februar 1900 | FC Southampton    | 2:1      | West Bromwich Albion |

#### Wiederholungsspiele
| Datum            |                   | Ergebnis |                   |
| ---------------- | ----------------- | -------- | ----------------- |
| 28. Februar 1900 | Aston Villa       | 0:0      | Millwall Athletic |
| 28. Februar 1900 | Nottingham Forest | 1:0      | Preston North End |
| 1. März 1900     | FC Bury           | 2:0      | Sheffield United  |
| 5. März 1900     | Millwall Athletic | 2:1      | Aston Villa       |

### Halbfinale
Die beiden Spiele wurden am 24. März 1900 und die Wiederholungsspiele am 28. und 29. März 1900 ausgetragen.
|                   | Ergebnis |                   | Ort            |
| ----------------- | -------- | ----------------- | -------------- |
| FC Bury           | 1:1      | Nottingham Forest | Stoke-on-Trent |
| Millwall Athletic | 0:0      | FC Southampton    | Crystal Palace |

#### Wiederholungsspiele
|                | Ergebnis |                   | Ort       |
| -------------- | -------- | ----------------- | --------- |
| FC Southampton | 3:0      | Millwall Athletic | Reading   |
| FC Bury        | 3:2      | Nottingham Forest | Sheffield |

### Finale
| FC Bury                                            | FC Bury | FC Southampton | FC Southampton |
| -------------------------------------------------- | --- | --- | -------------- |
| FC Bury                                            | \| Finale \| \| Samstag, 21. April 1900 in London (Crystal Palace) \| \| Ergebnis: 4:0 (3:0) \| \| Zuschauer: 68.945 \| \| Schiedsrichter: Arthur Kingscott \| \| Spielbericht \|               | \| Finale \| \| Samstag, 21. April 1900 in London (Crystal Palace) \| \| Ergebnis: 4:0 (3:0) \| \| Zuschauer: 68.945 \| \| Schiedsrichter: Arthur Kingscott \| \| Spielbericht \|         | FC Southampton |
| FC Bury                                            | Fred Thompson – Johnny Darroch, Tommy Davidson – Jack Pray, Joe Leeming, George Ross – Billy Richards, Willie Wood, Jasper McLuckie, Charlie Sagar, Jack Plant Cheftrainer: Harry Spencer Hamer | Jack Robinson – Peter Meechan, Peter Durber – Samuel Meston, Arthur Chadwick, Bob Petrie – Archie Turner, Jimmy Yates, Jack Farrell, Harry Wood, Alf Milward Cheftrainer: Ernest Arnfield | FC Southampton |
| FC Bury                                            | 1:0 Jasper McLuckie (9.) 2:0 Willie Wood (16.) 3:0 Jasper McLuckie (23.) 4:0 Jack Plant (80.)                                                                                                   | | FC Southampton |
| Finale                                             | | |                |
| Samstag, 21. April 1900 in London (Crystal Palace) | | |                |
| Ergebnis: 4:0 (3:0)                                | | |                |
| Zuschauer: 68.945                                  | | |                |
| Schiedsrichter: Arthur Kingscott                   | | |                |
| Spielbericht                                       | | |                |